# الانتخابات البلدية القطرية 2019
أجريت الانتخابات البلدية للمجلس البلدي المركزي في قطر للمرة السادسة في 16 أبريل 2019م. يتكون المجلس من 29 عضواً، يمثلون 29 دائرة إنتخابية تضم أكثر من (230) منطقة من مناطق دولة قطر، ويُنتخبون بالاقتراع السري المباشر كل أربع سنوات وفقاً لنظام يصدر به قانون.

## نتائج
تم انتخاب عدد من المرشحين الشباب غير المعروفين نسبيًا بدلاً من العديد من مرشحي المجلس المعروفين. بلغ العدد الرسمي للناخبين الذين أدلوا بأصواتهم 13,334 من أصل 26664 ناخب، أي بنسبة 50.1% من إجمالي الناخبين المسجلين في الدوائر الانتخابية وبنسبة 19% أقل عن انتخابات المجلس عام 2015 . وقد شارك في الانتخابات 85 مرشحًا، بينهم 5 سيدات فازت منهن سيدتان،
وقد أسفرت النتائج عن فوز كل من جاسم نجم الخليفي، علي فهد الشهواني، علي خلف الكبيسي، بدر سلطان الرميحي، علي سلطان الغانم، عبد الله سعيد الخليفي، شيخة يوسف حسن الجفيري، فاطمة أحمد خلفان الكواري، عبد الرحمن عبد الله الخليفي، صالح جابر المري، حمد عبد الله الحنزاب، حمد المري، محمد شافي آل شافي، مبارك صالح السالم، محمد صالح الخيارين الهاجري، عبد الله اليافعي، مشعل عبد الله النعيمي، خلف منصور الكعبي، جبر سيف السويدي، نايف مايد، محمد راشد عبد الله، محمد ظافر الهاجري، محمد سيف المنصوري، عبد الله إبراهيم المريخي، علي محمد المهندي، راشد مبارك الكعبي، سعيد مبارك الراشدي، ناصر الكبيسي.

## تحليل
أظهر استطلاع للرأي أجرته جامعة قطر قبل الانتخابات أن الأسباب الأكثر احتمالاً لعدم اعتزام القطريين التصويت في انتخابات المجلس البلدي المركزي هي ضيق الوقت، وافتقار المجلس البلدي المركزي إلى السلطة السياسية الحقيقية، وعدم وجود مرشحين مقبولين.